# Oryza longiglumis
Oryza longiglumis är en gräsart som beskrevs av Pieter Jansen. Oryza longiglumis ingår i släktet rissläktet, och familjen gräs. Inga underarter finns listade i Catalogue of Life.